# Jing Yanhua
Jing Yanhua (en chino: 景艷華; 12 de junio de 1973) es una deportista china que compitió en remo.
Ganó una medalla de oro en el Campeonato Mundial de Remo de 1993, en la prueba de cuatro sin timonel. Participó en los Juegos Olímpicos de Atlanta 1996, ocupando el séptimo lugar en la misma prueba.

## Palmarés internacional
| Campeonato Mundial | Campeonato Mundial       | Campeonato Mundial | Campeonato Mundial |
| Año                | Lugar                    | Medalla            | Prueba             |
| ------------------ | ------------------------ | ------------------ | ------------------ |
| 1993               | Račice (República Checa) | Medalla de oro     | Cuatro sin timonel |